# باست (کالیفرنیا)
باست (به انگلیسی: Bassett) یک منطقهٔ مسکونی در ایالات متحده آمریکا است که در شهرستان لس‌آنجلس، کالیفرنیا واقع شده‌است.